# Gert Engels
Pour les articles homonymes, voir Engels (homonymie).
Gert Engels est un footballeur allemand né le 26 avril 1957 à Düren. Il évoluait au poste de milieu de terrain. Après sa carrière de joueur, il se reconvertit comme entraîneur.

## Biographie
Il est le sélectionneur de l'équipe du Mozambique de 2011 à 2013.

## Palmarès d'entraîneur
- Vainqueur de la Coupe du Japon en 1998 avec les Yokohama Flügels et en 2002 avec le Kyoto Sanga